# Pac-Man World
 (juin 2015).
Si vous disposez d'ouvrages ou d'articles de référence ou si vous connaissez des sites web de qualité traitant du thème abordé ici, merci de compléter l'article en donnant les références utiles à sa vérifiabilité et en les liant à la section « Notes et références ».
Pac-Man World est un jeu vidéo de plate-forme développé et édité sur PlayStation en 1999 par Namco. Il s'agit du premier jeu vidéo de la série Pac-Man World et célèbre par la même occasion le 20e anniversaire de la naissance de Pac-Man.
Ce jeu a été édité sur Game Boy Advance en 2004.

## Histoire
Le jour de ses 20 ans, Pac-Man rentre à la maison pour fêter son anniversaire avec sa famille et ses amis. Mais Ms.Pac-Man, Pac-Bébé, Pac-Jr, Professeur Pac, Chomp Chomp le chien et Pooka ont été enlevés par Toc-Man, un robot géant, sosie de Pac-Man créé par Orson, qui veut à tout prix prendre l'identité de la petite bille jaune. Pac-Man se rend donc à l'île des fantômes pour libérer ses amis.

## Système de jeu
Pac-Man World est un jeu de plate-forme en 3D, une grande première pour Pac-Man qui a toujours été en 2D jusqu'à ce jeu. Chaque niveau est constitué d'un labyrinthe où errent des fantômes (le personnage reste en vie tant que les fantômes ne l'ait pas touché quatre fois). Les niveaux sont jonchés de pac-billes, de fruits et de fantômes.
De plus, Pac-Man possédait les manœuvres habituelles d'un personnage de jeu de plate-forme, les sauts de Pac-Man rappelant Mario et ses Rew-Roll rappelant Sonic. Pac-Man pouvait également frapper ses adversaires avec ses poings.
Le jeu est assez simple, chaque monde étant composé de trois ou quatre niveaux. Le premier niveau a pour but d'introduire une nouvelle technique et un nouveau type d'ennemi. Les deuxième et troisième niveaux nécessitait d'utiliser cette technique en question, ces niveaux ne pouvant pas être achevés sans elle. Le quatrième niveau de chaque monde propose un boss à battre ou un puzzle à résoudre.